# Udaspes folus
Udaspes folus (Engels: Grass Demon ) is een dagvlinder uit de familie Hesperiidae, de dikkopjes. Het leefgebied beslaat het India en Zuidoost-Azië.
De bovenzijde van de vleugels is bruin tot zwart met witte vlekken. Ook de onderzijde is voorzien van witte vlekken maar dit keer op een roodbruine ondergrond. De spanwijdte varieert tussen de 36 en 44 millimeter.
De waardplanten van de rupsen zijn Curcuma domestica en Fagraea racemosa. De vliegtijd is juli en augustus.